# Alain Bashung
Alain Bashung, nacido Alain Baschung, (París, 1 de diciembre de 1947 - 14 de marzo de 2009) fue un cantautor y actor francés, considerado en Francia uno de los más importantes cantantes en francés de chanson y rock francés. Saltó a la fama a principios de los 80 con los éxitos "Gaby oh Gaby" y "Vertige de l'amour" y después con una serie de éxitos a partir de los 90, tales como "Osez Joséphine", "Ma petite entreprise" o "La nuit je mens". Ha tenido mucha influencia en artistas franceses posteriores y es el artista más premiado de la historia de las Victoires de la Musique con 12 "Victoires" conseguidas durante su carrera, incluido el mejor álbum musical (Fantaisie militaire) de los últimos veinte años en 2005. 

## Carrera artística
Entre 1966 y 1972, forma varias bandas musicales y publica, bajo diferentes pseudónimos, algunos singles de influencia folk y rockabilly que no encuentran el éxito esperado. En 1973, debuta como actor de teatro interpretando el papel de Robespierre en la comedia musical La Révolution française, de Claude-Michel Schönberg, mientras compone para Dick Rivers y conoce a los autores musicales Andy Scott y Boris Bergman, con quienes produce en 1977 un álbum musical, Romans photos, y, dos años después, el disco Roulette russe, cuyo sencillo "Gaby, Oh ! Gaby" se convierte en su primer éxito de ventas en 1980. 
En 1981 confirma su aceptación por el público y la crítica con un nuevo álbum, Pizza, con el que realiza su primera gira por las grandes salas del país, como el teatro Olympia de París. Entre 1982 y 1994 colaboran con él músicos, letristas y compositores como Serge Gainsbourg, Jean Fauque, Sonny Landreth, Ally McErlaine, Link Wray, Marc Ribot y Stéphane Belmondo, publicando en 1992 el disco éxito de ventas Osez Joséphine, del que se distribuyen hasta 350.000 copias. 
Tras una gira de dos años de la que se publicó un disco en 1995 (y registrando un dúo con Brigitte Fontaine -"City"- en 1996), colabora en 1998 con Rodolphe Burger, Les Valentins y Jean-Marc Lederman en la publicación del álbum Fantaisie militaire, por el cual recibe tres premios Victoires de la Musique en 1999 y es reconocido como el mejor álbum de los últimos 20 años en Francia (desde 1985).

## Discografía

### Álbumes de estudio
- Roman-photos, 1977
- Roulette russe, 1979
- Pizza, 1981
- Play blessures, 1982
- Figure imposée, 1983
- Passé le Rio Grande, 1986
- Novice, 1989
- Osez Joséphine, 1991
- Chatterton, 1994
- Fantaisie militaire, 1998
- L'Imprudence, 2002
- Cantique des cantiques, en dúo con Chloé Mons, 2002
- La Ballade de Calamity Jane, con Chloé Mons y Rodolphe Burger, 2006
- Bleu Pétrole, 2008
- L'Homme à tête de chou, 2011

### Álbumes en vivo
- Live Tour 85, 1985
- Tour Novice, 1992
- Confessions publiques, 1995
- La Tournée des grands espaces, 2004
- Dimanches à l'Élysée, 2009

### Álbumes recopilatorios
- Réservé aux Indiens, 1993
- Climax, 2000

## Filmografía

### Actor
- 1981: Nestor Burma, détective de choc de Jean-Luc Miesch.
- 1981: Le Cimetière des voitures de Fernando Arrabal.
- 1991: Rien que des mensonges de Paule Muret.
- 1992: L'Ombre du doute de Aline Issermann.
- 1994: Ma sœur chinoise de Alain Mazars.
- 1995: Le Jeu de la clé de Michel Hassan.
- 1998: Mon père, ma mère, mes frères et mes sœurs... de Charlotte De Turckheim
- 1999: Je veux tout de Guila Braoudé.
- 2000: La Confusion des genres de Ilan Duran Cohen.
- 2000: Félix et Lola de Patrice Leconte.
- 2000: L'Origine du monde de Jérôme Enrico.
- 2002: La Bande du drugstore de François Armanet.
- 2003: Le P'tit curieux de Jean Marbœuf.

### Compositor
- 1981: Nestor Burma, détective de choc de Jean-Luc Miesch.
- 1985: Le Quatrième Pouvoir de Serge Leroy.
- 1986: Le Beauf de Yves Amoureux.
- 1992: Le Jeune Werther de Jacques Doillon.
- 1994: Pigalle de Karim Dridi.
- 1999: Ma petite entreprise de Pierre Jolivet.